# Angulaphthona
Angulaphthona  (лат.) — род жуков-листоедов (Chrysomelidae) из трибы земляные блошки (Alticini, Galerucinae). Африка (Египет, Заир, Замбия, Малави, Мозамбик, Нигерия, Судан, Сьерра-Леоне, Уганда, Чад, ЮАР,  Somaliland), Мадагаскар, Аравийский полуостров (Саудовская Аравия, Йемен). В Афротропике 5 видов. Обладают прыгательными задними ногами с утолщёнными бёдрами. Усики 11-члениковые. Вид Angulaphthona heteromorpha питается растениями рода Gossypium из семейства Malvaceae (Malvaceae)
.